# Pipit de Berthelot
Anthus berthelotii
Pour les articles homonymes, voir Berthelot.
Espèce
Statut de conservation UICN

 LC  : Préoccupation mineure

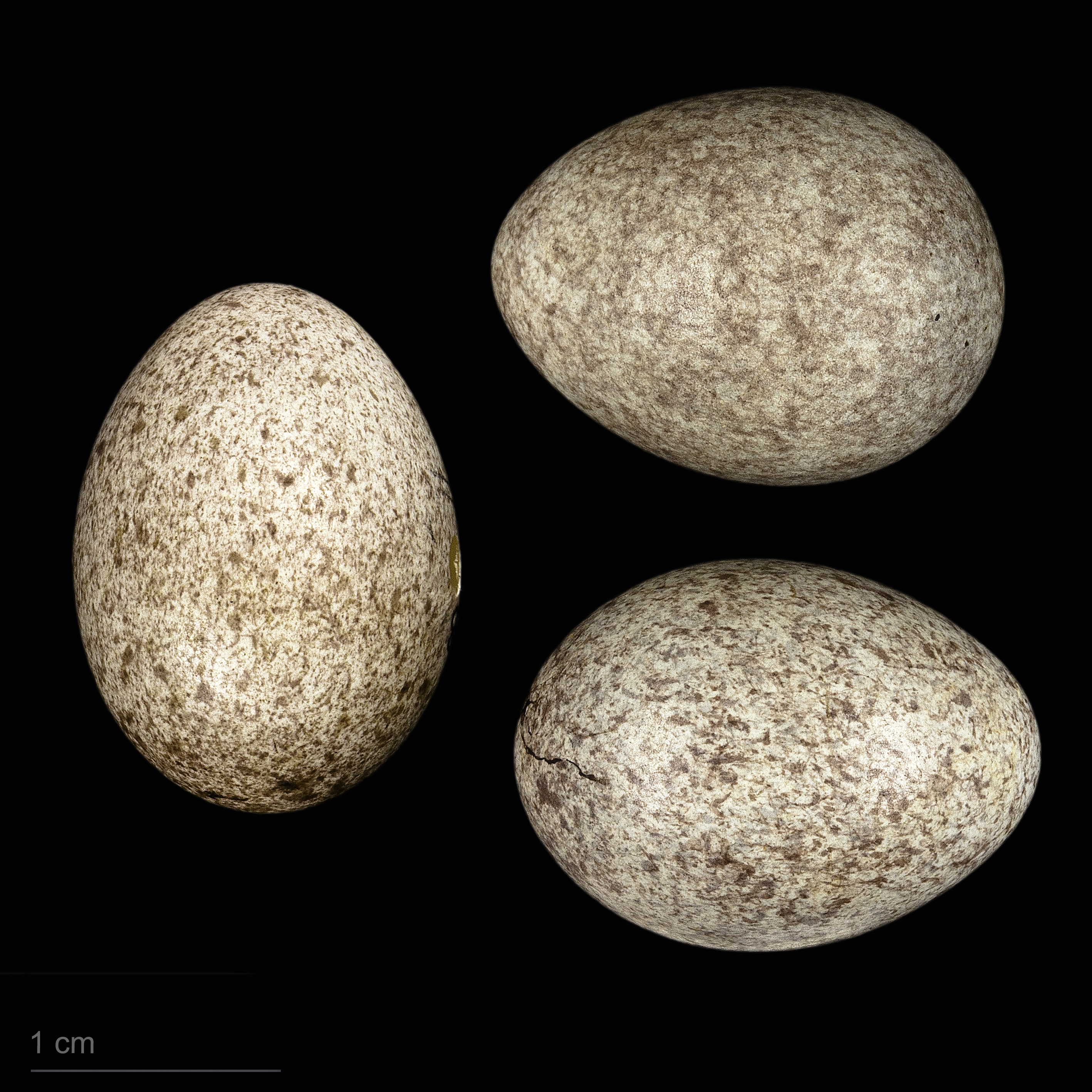
Oeufs de Anthus berthelotii - Muséum de Toulouse

Le Pipit de Berthelot (Anthus berthelotii) est une espèce de passereaux appartenant à la famille des Motacillidae. Ses noms normalisé et scientifique commémorent le naturaliste français Sabin Berthelot (1794-1880).
Il niche à Madère et aux îles Canaries.

## Sous-espèces
D'après Alan P. Peterson, il existe les deux sous-espèces suivantes :
- Anthus berthelotii berthelotii Bolle, 1862 — Madère : Porto Santo, îles Desertas et îlot de Cal ;
- Anthus berthelotii madeirensis Hartert, 1905 — îles Selvagens et Canaries.